# Kira (Tansila)
Pour les articles homonymes, voir Kira.
Ne doit pas être confondu avec Kira (Djibasso).
Kira est une localité située dans le département de Tansila de la province des Banwa dans la région de la Boucle du Mouhoun au Burkina Faso.

## Santé et éducation
Le village possède une école primaire publique.